# Bebedouro (kommun)
Bebedouro är en kommun i Brasilien.   Den ligger i delstaten São Paulo, i den sydöstra delen av landet, 600 km söder om huvudstaden Brasília. Antalet invånare är 75 044.
Följande samhällen finns i Bebedouro:
- Bebedouro

Runt Bebedouro är det i huvudsak tätbebyggt. Runt Bebedouro är det ganska tätbefolkat, med 149 invånare per kvadratkilometer.